# پتروفکا (شهرستان یانائولسکی، باشقیرستان)
پتروفکا (انگلیسی: Petrovka, Yanaulsky District, Republic of Bashkortostan) یک شهرک در شهرستان یانائولسکی استان باشقیرستان کشور روسیه است.